# 阿氏食蚊魚
阿氏食蚊魚，為輻鰭魚綱鯉齒目鯉齒亞目花鳉科的其中一種，被IUCN列為易危保育類動物，分布於中美洲墨西哥Conchos河流域，體長可達3公分，屬於肉食性，生活習性不明。

## 擴展閱讀
維基物種上的相關：阿氏食蚊魚